# Básil al-Asad
Básil al-Asad (23. března 1962, Damašek, Sýrie – 21. ledna 1994, tamtéž) byl nejstarší syn někdejšího syrského prezidenta Háfize al-Asada a starší bratr bývalého syrského prezidenta Bašára al-Asada. Jako prvorozený syn byl na roli prezidenta připravován právě Básil, ve věku 31 let však zemřel při automobilové nehodě.

## Život
Básil al-Asad absolvoval špičkový vojenský výcvik v Sýrii i v Sovětském svazu. Stal se velitelem elitní Republikánské gardy. Už během období příprav na jeho nástup do prezidentské funkce mu režim budoval kult osobnosti, stavěl mu např. pozlacené jezdecké sochy v životní velikosti.
Dne 21. ledna 1994 ve vysoké rychlosti nezvládl řízení svého Mercedesu a po kolizi byl na místě mrtev. Po své smrti byl prohlášen národním mučedníkem.